# 國家運動場站
國家運動場站位於泰國首都曼谷巴吞旺縣拍喃一路的曼谷BTS（高架電車）車站。車站編號為 W1。

## 车站构造
| U3 | 侧式站台，左侧车门将会打开 | 侧式站台，左侧车门将会打开                  |
| U3 | 4站台                      | 是隆線回厂或折返线                          |
| U3 | 3站台                      | 是隆線往曼瓦方向                            |
| U3 | 侧式站台，左侧车门将会打开 |                                             |
| U2 | 站厅                       | 售票处、自助售票机、服务台、商店、1-4号出口 |
| G  | 地面                       | 拉玛一世路、披耶泰路、公交站                |

## 鄰近地點
- MBK購物中心：出口1 [1]
- 國家運動場：為1966年（第五届）亞洲運動會建造的運動場，出口2[2]

## 外部連結
- 曼谷集體運輸系統（架空電車）的官方網站